# Jan-Ulf Söderberg
Pour les articles homonymes, voir Söderberg.
Jan-Ulf Söderberg, né le 20 février 1959 à Stockholm, est un joueur professionnel de squash représentant la Suède. Il atteint en août 1985 la 14e place mondiale sur le circuit international, son meilleur classement. Il est champion de Suède en 1983 et 1984.
Il atteint les quarts de finale du championnat du monde 1986 seulement battu par Jahangir Khan, alors invaincu depuis plus de 5 ans, un record.

## Palmarès

### Titres
- Championnats de Suède : 2 titres (1983,1984)
- Championnats d'Europe par équipes : 1983